# Episodi di Borgen - Il potere (terza stagione)
La terza stagione della serie televisiva Borgen - Il potere è stata trasmessa sul canale danese DR1 dal 1º gennaio al 10 marzo 2013.
In Italia la stagione è trasmessa in prima visione assoluta dal 7 gennaio 2014 su LaEffe.
| Nº | Titolo originale           | Titolo italiano              | Prima TV Danimarca | Prima TV Italia |
| -- | -------------------------- | ---------------------------- | ------------------ | --------------- |
| 1  | I Danmark er jeg født      | È tempo di tornare           | 1º gennaio 2013    | 7 gennaio 2014  |
| 2  | Med lov skal land bygges   | Nuove imprevedibili alleanze | 6 gennaio 2013     | 7 gennaio 2014  |
| 3  | Den rigtige nuance af brun | Il colore ideale             | 13 gennaio 2013    | 14 gennaio 2014 |
| 4  | Den enes død...            | Un fortunato incidente       | 27 gennaio 2013    | 14 gennaio 2014 |
| 5  | Du skal ikke bedrive hor   | Spegnere le luci rosse       | 3 febbraio 2013    | 21 gennaio 2014 |
| 6  | Fortidens sønner           | Ombre dal passato            | 10 febbraio 2013   | 21 gennaio 2014 |
| 7  | Faldet                     | Un segreto troppo grande     | 17 febbraio 2013   | 28 gennaio 2014 |
| 8  | Man har et standpunkt...   | La talpa                     | 24 febbraio 2013   | 28 gennaio 2014 |
| 9  | Fornuft og følelse         | Ragione e sentimento         | 3 marzo 2013       | 4 febbraio 2014 |
| 10 | Valget                     | Il giorno delle elezioni     | 10 marzo 2013      | 4 febbraio 2014 |

## È tempo di tornare
- Titolo originale: I Danmark er jeg født
- Diretto da: Charlotte Sieling
- Scritto da: Adam Price, Jeppe Gjervig e GramMaja Jul Larsen
- Citazione di apertura: Nel mezzo del cammin di nostra vita, mi ritrovai per una selva oscura (Dante Alighieri)

### Trama
Birgitte è uscita sconfitta dalle elezioni, ritirandosi dalla politica. Due anni e mezzo dopo la donna dirige una compagnia farmaceutica che opera a Hong Kong, tiene conferenze in giro per il mondo e ha pubblicato una biografia (L'arte dell'impossibile) sulla sua esperienza da Ministro di Stato. A Hong Kong Birgitte ha conosciuto il suo attuale fidanzato, l'architetto inglese Jeremy Welsh, che vorrebbe portare con sé in Danimarca, se non fosse per la stretta all'immigrazione voluta dal Partito della Libertà che l'attuale Ministro di Stato Hesselboe ha portato al governo. Birgitte ha recuperato un ottimo rapporto con Philip, mentre Laura si è lasciata alle spalle i problemi psicologici del passato e Magnus sta crescendo a vista d'occhio. Kasper e Katrine hanno avuto un figlio, Gustav, ma nel frattempo si sono lasciati e affrontano la normale vita dei genitori separati, anche se Katrine può continuare a lavorare grazie alla madre che la aiuta con Gustav.
Birgitte vuole rientrare in politica, soprattutto perché delusa dalla linea che il nuovo segretario Jacob Kruse ha dato ai Moderati. Kruse, che le serba ancora rancore per la storia del commissario europeo, non intende concederle ruoli di primo piano nel partito, naturalmente perché la sua presenza ne minerebbe la leadership. Con il fidato Sejrø al proprio fianco, Birgitte vuole contendere a Kruse la guida dei Moderati nel congresso che avrà luogo di lì a un mese, proponendo a Katrine di essere la sua consulente. Preoccupata per l'aria che sta tirando a TV1, dove il nuovo direttore di rete Alexander Hjort minaccia di tagliare i programmi politici perché non rendono abbastanza, Katrine ottiene da Torben un anno sabbatico e accetta di lavorare per Birgitte. Quest'ultima sceglie proprio TV1 per annunciare il suo ritorno in campo, rivendicando come il suo impegno politico non sia ancora concluso e di voler rappresentare quegli elettori che non si riconoscono nella guida di Kruse.
Al congresso Birgitte attacca Kruse per essersi schiacciato sulle posizioni estremiste del Partito della libertà, rinnegando completamente la storia dei Moderati. Con abile tempismo, Kruse si assenta momentaneamente dall'assemblea per recarsi a Christiansborg proprio quando il governo raggiunge l'accordo sul pacchetto di misure a sostegno dell'economia, cui i Moderati daranno il loro appoggio. Tornato al congresso per la replica a Birgitte, Kruse la definisce una radical chic che ama guardare a sinistra, quando invece i Moderati devono andare verso destra. L'esito del congresso è sfavorevole a Birgitte, sconfitta per 51 voti contro i 59 di Kruse. Non riconoscendosi più in un partito che non è quello di un tempo, tenendo anche conto dell'importante seguito comunque raccolto tra i delegati al congresso, Birgitte decide di lanciarsi in una rischiosa e stimolante avventura, quella di creare una nuova formazione politica. A tal fine, acquista un vecchio stabile che sarà la sede della sua creatura.

## Nuove imprevedibili alleanze
- Titolo originale: Med lov skal land bygges
- Diretto da: Charlotte Sieling
- Scritto da: Adam Price, Jeppe Gjervig Gram e Maja Jul Larsen
- Citazione di apertura: Noi pochi, felicemente pochi, noi banda di fratelli… (William Shakespeare)

### Trama
Il governo Hesselboe imprime una svolta securitaria attraverso un decreto che consentirà di espellere gli stranieri colpevoli di qualsiasi reato violento. Avendo bisogno di muoversi nel massimo riserbo, Birgitte finge di aver tratto le conclusioni dalla sconfitta congressuale e di lasciare la politica attiva, mentre invece sta gettando le basi per un nuovo partito centrista. Katrine compie una scelta forte, rifiutando di rientrare nel porto sicuro di TV1 per seguire invece Birgitte nella sua impresa, un qualcosa di mai accaduto nella storia politica della Danimarca. Mandata da Birgitte a Christiansborg per ritirare dei documenti, Katrine si imbatte in Sejrø e gli parla del nuovo partito, convinto che il vecchio mentore della Nyborg ne fosse al corrente. Ovviamente Sejrø manifesta profondo disappunto a Birgitte per il tradimento ai Moderati. Determinato a riportare Katrine a TV1, Hjort la invita a bere qualcosa, sperando di convincerla a cambiare idea. Ciò non avviene, però i due finiscono a letto insieme.
I primi che aderiscono al nuovo partito sono i deputati moderati Nete Buch, fedele amica di Birgitte, e Jon Berthelsen, ministro dell'Istruzione ai tempi dei governi Nyborg. A sorpresa si unisce a loro Erik Hoffmann, esponente della Nuova Destra che è stato obbligato a votare controvoglia il decreto sugli immigrati, essendo sposato con una donna etiope e temendo discriminazioni per loro figlio. Sejrø tenta di favorire una riconciliazione tra Birgitte e Kruse, il quale le offre il posto di vice-segretaria nei Moderati, ma nessun incarico può convincerla ad abbandonare un percorso che è ormai prossimo a cominciare. Per il partito viene scelto il nome di Nuovi Democratici, ritenuto adatto a una formazione centrista. Adesso Kasper lavora come opinionista a TV1 e, nonostante sia venuto a sapere cosa sta bollendo in pentola, sceglie di non danneggiare Katrine e dichiara in diretta di non credere che la Nyborg fonderà un nuovo partito. Rimproverata dalla madre perché si sta dimenticando di avere un figlio, Katrine vuole crescere Gustav senza il suo aiuto.
Birgitte e i suoi compagni di viaggio annunciano in conferenza stampa a Christiansborg la nascita dei Nuovi Democratici. La presenza di Hoffmann riesce a far passare il messaggio che non si tratta della volontà di riciclarsi dopo essere stati relegati in secondo piano dai Moderati, bensì dell'esigenza, condivisa anche da personalità di altri partiti politici, di contestare la visione dell'attuale governo. Volendo far capire a Torben che come addetta stampa dei Nuovi Democratici non gli concederà trattamenti di favore, Katrine nega a TV1 l'intervista in diretta con Birgitte.  Torben le rinfaccia di aver scoperto la sua liaison con Hjort, della quale si dice disgustato. Conquistato dall'intervento di Birgitte, Sejrø le comunica di voler entrare nei Nuovi Democratici e ricreare il loro storico sodalizio. A casa Birgitte è accolta da Jeremy, arrivato direttamente da Hong Kong per provare a costruire una vita insieme in Danimarca, in barba a tutte le restrizioni che il governo metterà sulla loro strada.

## Il colore ideale
- Titolo originale: Den rigtige nuance af brun
- Diretto da: Jesper W. Nielsen
- Scritto da: Adam Price, Jeppe Gjervig Gram e Jannik Tai Mosholt
- Citazione di apertura: Alcuni cambiano partito in nome dei loro principi, altri cambiano i loro principi in nome del partito (Winston Churchill)

### Trama
La sede dei Nuovi Democratici è diventata il caotico crocevia di parecchie persone, ognuna delle quali vorrebbe vedere le proprie idee realizzate dal nuovo partito. Berthelsen porta in dote a Birgitte il ricco banchiere Jørgen Steen Andersen, talmente entusiasta del progetto da mettere sul piatto un finanziamento di ben 200.000 €. I Nuovi Democratici sono invitati a partecipare a Dilemma, un programma di TV1 fortemente voluto da Hjort per rilanciare gli ascolti dell'emittente. Poiché il tema della prima puntata è l'integrazione, i Nuovi Democratici sono alla ricerca di un volto musulmano che incarni la loro visione moderata. Scartati un giovane professore di periferia e una ragazza velata, Birgitte e Katrine guardano con interesse a Nadia Barazani, preparatissima docente di economia che però è sotto contratto con TV1, dove ricopre il ruolo di opinionista. Kasper è molto presente nella vita di Gustav, il che permette a Katrine di dedicarsi senza troppe preoccupazioni al lavoro.
Leggendo la bozza del programma economico dei Nuovi Democratici realizzata da Berthelsen, Birgitte si accorge che alcune idee sono farina del sacco di Steen Andersen, costringendola a tagliare subito i rubinetti al nuovo finanziatore che evidentemente aveva secondi fini. Hjort ordina a Torben di interrompere la collaborazione con Nadia Barazani, a suo dire troppo fatalista e in contraddizione con la nuova linea dell'ottimismo a ogni costo. Siccome deve comunicarlo alla redazione facendo credere che la decisione sia sua e non di Hjort, Torben utilizza la stessa infelice espressione del proprio superiore, definendo Barazani "profetessa di sventure pachistana". La redazione si ribella a Torben, facendo pervenire un reclamo in direzione. Libera dall'impegno con TV1, Barazani entra a far parte dei Nuovi Democratici. Katrine scopre che Kasper ha intrapreso una nuova relazione, temendo che essa possa incidere sugli equilibri familiari appena costruiti.
Nel preparare Barazani al dibattito, Katrine si accorge che le sue idee in materia di immigrazione sono troppo vicine a quelle del governo di Hesselboe. Barazani è quindi rimpiazzata da Nete, la quale a sorpresa se la cava talmente bene da mettere nell'angolo la propria avversaria. Hjort comunica a Torben che, essendo pervenuto il reclamo dalla redazione, devono trovare qualcuno capace di sostituirlo. Birgitte si rende conto che i Nuovi Democratici hanno bisogno di prendere una direzione politica chiara, altrimenti rischiano di essere permeabili come accaduto con Steen Andersen. Per questa ragione, Birgitte congeda i tanti che hanno partecipato alla fase costituente del partito, ringraziandoli per il loro contributo di idee, benché ora si renda necessario selezionare accuratamente le proposte che andranno a comporre il programma politico dei Nuovi Democratici. Per risolvere il problema delle esangui casse del partito, Birgitte pone l'urgenza di avviare immediatamente un capillare tesseramento.

## Un fortunato incidente
- Titolo originale: Den enes død...
- Diretto da: Jesper W. Nielsen
- Scritto da: Adam Price, Jeppe Gjervig Gram e Jannik Tai Mosholt
- Citazione di apertura: I suini danesi sono sani dalla scoperta della penicillina (Michael Witte)

### Trama
Jeremy si sente male al ristorante per aver mangiato carne di maiale contenente antibiotici. Schernita dai media perché il fidanzato le ha vomitato addosso, Birgitte trae da questa disavventura l'occasione per far risaltare i Nuovi Democratici, finora non ancora riconosciuti come interlocutore politico. Il governo sta discutendo una legge per dimezzare le ispezioni agli allevamenti di suini, fortemente sostenuta da Saltum che è un allevatore e quindi si sente direttamente coinvolto. Birgitte vuole affrontarlo in un dibattito, ma prima ha necessità di prepararsi e per questo visita l'allevamento di Asger, fratello di Katrine. Asger fornisce preziose informazioni sulla connivenza tra gli allevatori in merito ai metodi produttivi non sempre rispettosi degli animali, chiedendo in cambio l'anonimato per non essere additato come spia. Katrine ha una forte discussione con Kasper per il reggiseno femminile trovato in camera sua, non volendo che il suo libertinaggio si ripercuota su Gustav.
Saltum cade nel tranello teso dai Nuovi Democratici, facendosi riprendere nel suo allevamento mentre taglia la coda ai maiali. Questo crea attriti dentro il Partito della libertà tra il leader e la giovane deputata in ascesa Benedikte Nedergaard, animalista convinta e molto infastidita dai metodi di Saltum. Asger dà un'altra utilissima dritta ai Nuovi Democratici, informandoli che Saltum è uno degli allevatori più sanzionati ed è esattamente questa la ragione per cui insiste tanto per approvare il dimezzamento dei controlli. Torben è redarguito da Hjort per aver mandato in onda il video di Saltum, ricordandogli che TV1 è anche un canale per famiglie. Essendo i rapporti con Kasper sempre più tesi, al punto che l'uomo ha evocato il rischio di finire in tribunale per la custodia di Gustav, Katrine chiede a Birgitte di avere il contatto dell'avvocato che l'aveva seguita nel suo divorzio da Philip. Birgitte suggerisce alla sua addetta stampa di andarci piano, mettendo sempre l'interesse del bambino davanti a tutto.
Birgitte esce indiscutibilmente vincitrice dal dibattito su TV1 contro Saltum, riuscendo a fargli dichiarare che gli allevatori producono spazzatura perché così vogliono i consumatori. Il Partito della libertà si spacca, costringendo Hesselboe a interpellare i Nuovi Democratici per avere i numeri che gli consentano di approvare la legge. Birgitte ottiene l'istituzione di una commissione d'inchiesta sui metodi di allevamento, ma soprattutto il riconoscimento dei Nuovi Democratici da parte di Hesselboe. Ormai tra Torben e Hjort è scontro aperto, acuito dal fatto che ha nuovamente mostrato le immagini di Saltum durante il dibattito tra lui e la Nyborg. Torben riceve l'avvertimento che alla prossima insubordinazione sarà cacciato, appurando come il nuovo direttore sia sempre più vicino a Ulrich. Asger è arrabbiato con Katrine perché Birgitte ha violato il loro accordo, menzionandolo durante il dibattito televisivo, tanto da aver ricevuto minacce da parte degli altri allevatori.

## Spegnere le luci rosse
- Titolo originale: Du skal ikke bedrive hor
- Diretto da: Louise Friedberg
- Scritto da: Adam Price, Jeppe Gjervig Gram e Maja Jul Larsen
- Citazione di apertura: La strada per l'inferno è lastricata di buone intenzioni (antico proverbio)

### Trama
Il ritrovamento di tre prostitute rumene segregate in uno scantinato accende il dibattito sulla prostituzione. La laburista Pernille Madsen presenta una legge per inasprire le pene ai danni dei clienti, coinvolgendo tutti i partiti di opposizione e trovando la sponda del Partito della libertà, dove la leadership di Saltum è ormai messa in discussione dall'attivismo della Nedergaar. Al momento di sottoscriverla, Birgitte ritiene necessari ulteriori approfondimenti sulla legge, indispettendo la Madsen che su TV1 la accusa di non essere dalla parte delle donne. Anche Laugesen non perde occasione per attaccare la Nyborg, sostenendo che ha paura di prendere posizione perché ambisce a tornare al potere. Katrine si rappacifica con la madre, apprendendo che ebbe una mai confessata relazione extraconiugale. Anche Torben si sta avventurando in una tresca amorosa con la collega Pia, mentre la moglie Karoline è sempre più alterata per il suo lavorare troppo che lo sta portando a trascurare la famiglia.
Poiché il mancato sostegno alla legge della Madsen sta facendo perdere tesserati ai Nuovi Democratici, Katrine consiglia a Birgitte di coinvolgere le prostitute nel dibattito, presentandole la presidente dell'Organizzazione delle professioniste del sesso Helene Knudsen. Costei partecipa all'audizione pubblica organizzata dalla Madsen per dirimere i punti controversi della legge, ma i relatori non fanno molto per metterla a suo agio e assumono posizioni piuttosto critiche nei confronti delle prostitute. La Knudsen è molto delusa, dato che si batte per legalizzare la prostituzione e riconoscere alle operatrici del settore pari diritti rispetto a qualsiasi altro lavoratore. Birgitte crede molto nella causa della Knudsen e si accorge di gravi errori nella rendicontazione delle prostitute ospitate dai centri di accoglienza, il che ha largamente contribuito a gonfiare il fenomeno oltremisura. Torben e Pia sono sempre più incauti, baciandosi nella cabina di regia del notiziario senza timore di essere visti.
Visto il clamore sollevato dal caso delle prostitute rumene, Hesselboe vuole soffocare sul nascere l'iniziativa dei Laburisti e invita Birgitte a confrontarsi con Liberali e Nuova Destra per un provvedimento sulla prostituzione meno radicale. Hesselboe accoglie la sua proposta di creare una task force della polizia contro il traffico di donne, ma dice di non poter fare concessioni in tema di diritti delle prostitute. Hjort ha scoperto i tradimenti di Torben alla moglie e intende approfittarne, quale condizione per mantenere il segreto, obbligandolo ad attuare drastici tagli al budget dell'emittente. Katrine e Hjort, che si sono recentemente visti a uno dei dibattiti su TV1 a cui era stata invitata Birgitte, riprendono a frequentarsi. Birgitte presenta Jeremy ai figli. Da qualche tempo la donna soffre di strani intorpidimenti alle mani, venendo invitata dal fidanzato a consultare un medico.

## Ombre dal passato
- Titolo originale: Fortidens sønner
- Diretto da: Louise Friedberg
- Scritto da: Adam Price, Jeppe Gjervig Gram e Maja Jul Larsen
- Citazione di apertura: Preferisco i sogni del futuro alla storia del passato (Thomas Jefferson)

### Trama
I Nuovi Democratici hanno raccolto un numero sufficiente di firme per potersi presentare alle prossime elezioni. Adesso la priorità è individuare candidati autorevoli sui principali temi programmatici, a cominciare dall'economia, per la quale Birgitte ha scelto il professore universitario Søren Ravn. Nonostante il curriculum e le idee innovative, tanto da risultare apprezzato da quasi tutte le forze politiche, Ravn vanta un passato di militanza nell'estrema sinistra, peraltro mai rinnegato dal diretto interessato. L'Ekspres lo accusa addirittura di essere stato una spia al soldo dell'Unione Sovietica, come dimostrerebbero i frequenti viaggi a Mosca in cui era praticamente ospite fisso dell'ambasciata. Birgitte si sottopone a una mammografia, allarmandosi quando viene richiamata dall'infermiera perché il dottore vuole farle fare subito una biopsia. Torben è ai ferri corti con la sua redazione, delusa perché sta permettendo a Hjort di fare il bello e cattivo tempo, compresa la contestata chiusura del notiziario di mezzogiorno che li differenziava dalla concorrente TV2.
Stanco di sottostare alla volontà di Hjort, Torben autorizza un dibattito tra Ravn e Nedergaar sul suo presunto passato di spia. Il giornalista è sempre più sotto stress, al punto di dimenticare gli appuntamenti con i collaboratori e la terapia di coppia che doveva cominciare con Karoline. Torben incontra Laugesen per sondare un possibile passaggio a L'Ekspres, ricevendo il consiglio di restare a TV1 perché nel giornalismo si sta facendo avanti una nuova generazione. La biopsia rivela la presenza di cellule potenzialmente cancerogene, costringendo Birgitte a un piccolo intervento cui seguirà un intenso ciclo di radioterapia. La donna nasconde i problemi di salute sia ai colleghi di partito che alla famiglia, anche se il dottore le ha consigliato di ridurre i carichi di lavoro. Scavando nel passato di Ravn, Katrine trova un collegamento che la porta a Malmö, dove si è rifugiato l'ex colonnello del KGB Vassily Andrejev che smentisce di aver mai reclutato Ravn.
Proprio quando tutti i dubbi su Ravn sembrano fugati, Katrine è informata da un contatto di Berthelsen in polizia che l'economista ha un altro scheletro nell'armadio. All'ambasciata di Mosca l'uomo conobbe una segretaria di nome Ida, innamorandosene e mettendola in città, ma la donna perse il bambino e si suicidò per depressione. Katrine obbliga Ravn a ritirare la candidatura, giustificandola pubblicamente con l'eccessiva attenzione da parte dei media, consapevole che un uomo con troppi segreti può diventare problematico. Pur dispiaciuto, Ravn accetta di togliere il disturbo, anche se tra lui e Katrine sembra scoccare qualcosa. Birgitte diserta una riunione in cui si sarebbero dovuti trovare nuovi candidati per il partito, sottoponendosi all'intervento chirurgico. Ufficialmente la Nyborg afferma di dover incontrare suo padre, ma Sejrø pare aver capito che qualcosa non va.

## Un segreto troppo grande
- Titolo originale: Faldet
- Diretto da: Henrik Ruben Genz
- Scritto da: Adam Price, Jeppe Gjervig Gram e Jannik Tai Mosholt
- Citazione di apertura: Si può ingannare parte del popolo per tutto il tempo o tutto il popolo per un po’ di tempo, ma non si può ingannare tutto il popolo per tutto il tempo (Abraham Lincoln)

### Trama
La Danimarca sta attraversando una fase economica difficile. Dopo aver tentato di formare una nuova coalizione con il coinvolgimento dei partiti di opposizione, incassando da tutti un rifiuto per aver posto condizioni inaccettabili, Hesselboe scioglie il Parlamento e convoca le elezioni anticipate per l'8 novembre, di lì ad appena tre settimane. Una campagna elettorale lampo non poteva capitare in un momento peggiore per Birgitte, alle prese con le sedute di radioterapia e i conseguenti effetti collaterali, oltre ai rimproveri del dottore perché sta combattendo questa battaglia da sola e non lo ha ancora detto a nessuno. Katrine si è accorta che qualcosa non va, poiché Birgitte non si è mai data tanto alla macchia e chiede a Kasper se fosse così anche ai tempi in cui lui era il suo spin doctor. Nei pochi momenti di presenza Birgitte dà comunque l'impressione di avere il timone ben saldo, tanto da suggerire di richiamare in servizio Ravn come consulente, poiché la campagna si giocherà sull'economia.
TV1 lancia un'innovativa regia mobile che consentirà ai leader di partito di essere seguiti attraverso il GPS. Tutti danno la propria disponibilità, tranne ovviamente Birgitte perché altrimenti si scoprirebbe che va in ospedale cinque giorni alla settimana. Torben avverte Katrine che, se la Nyborg si ostinerà a rifiutarsi, i Nuovi Democratici non avranno spazio sull'emittente e per un partito appena nato sarebbe un grosso danno. Strigliato da Hjort per i pessimi ascolti, Torben punta a rivoluzionare le modalità della comunicazione in vista del primo grande dibattito tra tutti i leader, modificando la disposizione dei podi e cercando di alimentare lo scontro diretto tra i maggiori antagonisti. Siccome i Moderati sembrano destinati ad allearsi con Hesselboe e i partiti di destra, Birgitte schiera i Nuovi Democratici con le altre forze di opposizione (Laburisti, Verdi, Movimento solidale) e accetta che sia il segretario laburista Thorsen il candidato Ministro di Stato.
Le precarie condizioni di salute, sempre più difficili da nascondere, causano una brutta debacle per Birgitte al dibattito su TV1. Incalzata da Ulrich sulle tasse ambientali, la Nyborg non è in grado di fornire una risposta di senso compiuto, anche perché non ha studiato a fondo i prospetti fornitegli da Ravn. Il giorno dopo tutti i giornali concordano nel definirla la grande sconfitta del dibattito, preconizzando che il progetto dei Nuovi Democratici possa essere soffocato in culla. Ravn si rende disponibile con Katrine ad avere un ruolo più attivo dentro il partito. Dentro la redazione di TV1 rischia di scoppiare una sommossa, con Hanne indignata per il modo in cui Ulrich si è accanito con la Nyborg e Pia che minaccia di licenziarsi per come è stata messa in discussione la sua regia tradizionalista. Birgitte riunisce i figli a colazione per spiegare loro i suoi problemi di salute, cercando di tranquillizzarli sulle ottime probabilità di guarigione. Per la soddisfazione del dottore, Birgitte si presenta alla terapia accompagnata dai ragazzi.

## La talpa
- Titolo originale: Man har et standpunkt...
- Diretto da: Henrik Ruben Genz
- Scritto da: Adam Price, Jeppe Gjervig Gram e Jannik Tai Mosholt
- Citazione di apertura: Impara a riconoscere cosa ti rende migliore e cosa ti rende peggiore e poi scegli la strada che conduce alla salvezza (Buddha)

### Trama
Informati i compagni di partito sul proprio stato di salute, Birgitte concede una singola intervista a TV2 per annunciare pubblicamente la malattia e prevenire ogni possibile illazione futura al riguardo. Pur costretta a diradare gli impegni, la Nyborg vuole assicurare la propria presenza nei momenti decisivi della campagna elettorale. Laburisti e Verdi hanno predisposto Il nostro Paese, programma elettorale della coalizione, senza consultare i Nuovi Democratici che dovranno accettare a scatola chiusa quanto stabilito. Thorsen e il nuovo segretario dei Verdi Casten Bjerre fanno leva sulla debolezza politica di Birgitte dopo la pessima figura al dibattito, rendendo i Nuovi Democratici l'ultima ruota del carro. Karoline scopre il tradimento di Torben ed è disposta a perdonarlo soltanto se allontanerà Pia dal posto di lavoro. Torben si vede costretto a confinare l'amante al settore documentazione.
Birgitte partecipa alla conferenza stampa in cui viene presentato Il nostro Paese, dando chiaramente l'impressione di essere al traino degli alleati maggiori. Inoltre, diverse idee dei Nuovi Democratici vengono spacciate come proprie dai Moderati, rendendo evidente la presenza di una talpa che sta passando informazioni a Kruse. Birgitte incarica Katrine di avviare un'indagine interna per scovare il traditore, consapevole che potrebbe trattarsi di un nome importante. Ulrich ha un flirt con Benedikte Nedergaard, ascoltandone una telefonata in cui tratta incarichi ministeriali per il Partito della Libertà, in aperta contraddizione con la storica linea populista di Saltum. Karoline si presenta a sorpresa a TV1, scoprendo che Torben sta continuando a lavorare fianco a fianco con Pia, poiché i piani alti si sono opposti al suo demansionamento. Non avendo rispettato gli accordi, Karoline obbliga Torben a restituirle le chiavi di casa.
Per stanare la talpa, Katrine si fa consegnare i cellulari dai sospettati mentre Birgitte interverrà a un dibattito con tutti i leader su TV1. Kruse annuncia importanti aperture sulle politiche dell'integrazione, rendendo evidente come sia Nete la traditrice, poiché era lei a occuparsi di questo specifico dossier. Birgitte rompe con il fronte delle opposizioni, dichiarando che i Nuovi Democratici porteranno avanti le proprie posizioni in autonomia sia dal blocco di Thorsen che da quello di Hesselboe. Nete giustifica il proprio agire con la sottomissione di Birgitte ai Laburisti e ai Verdi, ammettendo di aver sempre avuto un debole per Kruse che l'avrebbe ricompensata con un posto di rilievo, rendendo inevitabile la sua cacciata dal partito. Dopo che Hjort gli ha imposto di chiudere la storia con Pia, Torben entra in un profondo stato di angoscia durante una diretta, al termine della quale ha un attacco di panico. Grazie alla mossa di Birgitte, i Nuovi Democratici guadagnano consensi.

## Ragione e sentimento
- Titolo originale: Fornuft og følelse
- Diretto da: Jesper W. Nielsen
- Scritto da: Adam Price, Jeppe Gjervig Gram e Maren Louise Käehne
- Citazione di apertura: Osare è perdere momentaneamente l'equilibrio. Non osare è perdere sé stessi (Søren Kierkegaard)

### Trama
A otto giorni dalle elezioni, i Nuovi Democratici sono accreditati di ottenere qualche seggio nel prossimo Parlamento, dimostrando che la linea del correre da soli sta pagando. Conclusa con successo la radioterapia, Birgitte si prefigge l'obiettivo di battere i Moderati, non solo come rivalsa personale, ma anche perché non vuole che i Nuovi Democratici siano considerati il loro doppione. La sua idea è attaccare frontalmente Kruse, anche se significa contraddire la sobrietà mantenuta fino a questo momento. In un dibattito Birgitte strappa i fogli del manifesto politico dei Moderati, le cui idee sono state tradite da Kruse, pur aspettandosi una reazione dalla controparte in cui verranno tirati fuori vecchi scheletri nell'armadio del suo passato. Hjort vuole una risposta al nuovo format politico di TV2, una trasmissione che la redazione di Torben considera giornalisticamente pessima.
Come da previsioni, Birgitte è pesantemente attaccata dai Moderati che rispolverano la sua pessima figura al primo dibattito, quando andò in crisi sull'economia. Kasper informa Katrine di poterle passare il fascicolo relativo a una condanna di Kruse per guida in stato di ebbrezza tenuta nascosta. Inizialmente contraria ad abbassarsi al livello del rivale, Birgitte autorizza Katrine a farlo trapelare quando Laura viene importunata da un giornalista appostato fuori di casa. Katrine si rifiuta di obbedire, anche se a sorpresa la Nyborg non si arrabbia perché si era resa conto che sarebbe stato un colpo basso a due giorni dal voto. Hjort sta sviluppando un concept per il dibattito finale su TV1, mettendo a disagio soprattutto una tradizionalista come Hanne. Pia è in crisi perché si sente respinta da Torben, nonostante questi viva ormai negli studi dell'emittente e non mostri la minima volontà di riconciliarsi con la moglie.
Prima di recarsi a TV1 per l'ultimo dibattito, Birgitte consola Magnus, da tempo preoccupato che stia nascondendo la verità a proposito della sua malattia. Torben si ribella a Hjort, ripristinando all'ultimo minuto una scenografia tradizionale e in linea con il rigore dell'emittente. Birgitte attacca Kruse sui numeri del suo programma, accusandolo di fare giochi di prestigio con soldi che non spiega come potrà ottenere. Il leader moderato ha uno scatto di rabbia, definendo la Nyborg "una donna penosa che non dà nulla in cambio". Birgitte è parecchio soddisfatta di essere riuscita a riscattarsi proprio sull'economia, oltre ad aver ribadito compiutamente la propria traiettoria indipendente rispetto ai due poli di Hesselboe e Thorsen. Pia apprezza il gesto di Torben contro Hjort, anche se le conseguenze possono essere molto pesanti, tanto che il direttore è stato convocato dal superiore per un colloquio urgente. Tornata a casa, Birgitte sente un nodulo che teme possa far presagire un nuovo tumore.

## Il giorno delle elezioni
- Titolo originale: Valget
- Diretto da: Jesper W. Nielsen
- Scritto da: Adam Price, Jeppe Gjervig Gram e Maren Louise Käehne
- Citazione di apertura: Chiunque può resistere alle avversità; se vuoi testare veramente il carattere di una persona, dagli il potere (Abraham Lincoln)

### Trama
Mentre i danesi si stanno recando alle urne per le elezioni, Birgitte è tranquillizzata dal dottore sul fatto che non ha un nodulo, bensì un semplice rigonfiamento dovuto all'accumulo di siero linfatico. Torben è licenziato da TV1 con effetto immediato e Hjort pretende di rimpiazzarlo come se niente fosse per la diretta dei risultati elettorali. Quando Ulrich e Hanne minacciano di abbandonare anche loro in solidarietà con Torben, questi è richiamato in servizio dai piani alti di TV1. Katrine finisce a letto con Ravn, ma non è pronta ad accettare una relazione con un uomo più grande e due figli adolescenti tutt'altro che entusiasti a questa novità. I primi exit poll attribuiscono ai Nuovi Democratici nove seggi, anche se i Moderati restano davanti con undici seggi. Hjort rassegna le dimissioni, dando modo alla redazione di poter affrontare la trasmissione senza alcun condizionamento.

Composizione del Parlamento a seguito delle elezioni

I Liberali chiudono le elezioni in testa con quarantasei seggi contro i quarantadue dei Laburisti. I Nuovi Democratici ottengono ben tredici seggi, risultando l'ago della bilancia per la formazione del futuro governo. I Moderati precipitano a cinque seggi, segno inequivocabile che la reazione scomposta di Kruse al dibattito ha fatto pagare loro dazio. Anche il Partito della libertà è uscito ridimensionato dalle urne, tanto che Saltum annuncia il ritiro in favore della Nedergaard. Nelle interviste post-voto Birgitte temporeggia su chi sceglierà di sostenere tra Hesselboe e Thorsen. Quest'ultimo ipotizza una clamorosa alleanza tra Laburisti, Verdi, Nuovi Democratici e Partito della libertà per unire finalmente destra e sinistra.
Terminata la diretta, Torben trova ad aspettarlo Karoline, con cui ormai è pace fatta. Katrine si dice pronta a iniziare una nuova avventura con Ravn, senza pensare a ogni possibile rischio. Thorsen è disposto a lasciare a Birgitte l'incarico di Ministro di Stato, poiché la sua leadership tra i Laburisti è minata da Pernille Madsen. Pur molto allettata dalla possibilità di tornare a guidare il Paese, Birgitte si rende conto però che farlo con appena tredici seggi non le darebbe sufficiente forza politica. Per questa ragione, si accorda con Hesselboe per formare un governo di centro Liberali-Nuova Destra-Nuovi Democratici che attui una politica economica responsabile. Hesselboe resterà Ministro di Stato e Birgitte diventerà ministro degli Esteri. Katrine accompagna Birgitte a Christiansborg, quella che la Nyborg definisce la sua seconda casa.